# Перейра, Астрожилду
Астрожилду Перейра (порт. Astrojildo Pereira; 7 октября 1890, Рио-де-Жанейро — 20 ноября 1965) — бразильский историк, журналист, научный писатель, литературный критик, первоначально анархистский, затем коммунистический политик. В 1922 году основал Коммунистическую партию Бразилии.

## Биография
Родился в бедной крестьянской семье. В 16-летнем возрасте, в период обучения в гимназии Анчита, стал воинствующим анархистом, противником религии и милитаризма. В 1906 году под влиянием казней нескольких анархистов в Бразилии на время уехал в Европу. Журналистикой занялся ещё в молодости, работал также на типографии и клерком в конторе. С 1913 года участвовал в профсоюзном движении. Первоначально был активным членом анархо-синдикалистских организаций, в 1913 году был одним из организаторов 2-го конгресса рабочих Бразилии. В 1918 году был одним из организаторов забастовки в Рио-де-Жанейро, в том же году арестован за участие в анархистских беспорядках и выпущен на свободу в 1919 году. Вскоре после освобождения выиграл в газетной лотерее несколько тысяч, отдав их все в фонд анархистской газеты «A Voz do Povo».
К 1921 году, однако, отошёл от анархизма, под влиянием Октябрьской революции придя к коммунистическим идеям большевистского толка. В 1921 году основал коммунистическую группу в Рио-де-Жанейро и в марте 1922 года способствовал объединению всех коммунистических групп страны в коммунистическую партию. В 1924 году в должности генерального секретаря партии посетил СССР. В 1925 году основал газету «Classe Operária», ставшую официальным печатным органом партии.
В 1927 году выезжал с целью коммунистической агитации в Боливию. В 1928 году вошёл в состав исполкома III Интернационала. С февраля 1929 по январь 1930 года жил в Москве, затем вернулся на родину и начал политику «пролетаризации» компартии, стремясь избавить её от подозреваемых в анархизме и работников умственного труда. В том же году был снят с поста генсека партии, но остался в составе её ЦК. В 1945 году сделал попытку вернуться к журналистике, начав сотрудничать в партийной печати, но после запрета компартии в 1947 году смог начать печатать статьи лишь после 1956 года. После установления в 1964 году военной диктатуры был арестован, но спустя три месяца освобождён по состоянию здоровья. Скончался спустя год.
Написал целый ряд трудов по истории рабочего и националистического движения в Бразилии. В 1930-х годах был главным редактором изданий многих произведений классиков марксизма.